# Friedrich Seeberger
Friedrich Seeberger (* 1938; † 15. November 2007) war ein deutscher Feinwerktechnik-Ingenieur aus Ulm, der in Zusammenarbeit mit dem Urgeschichtlichen Museum Blaubeuren 35.000 Jahre alte Knochen- und Elfenbeinflöten für Spielanalysen nachbaute. Generell interessierte sich Seeberger dafür, wie das Leben in der Steinzeit funktionierte. Über dieses Interesse entwickelte er sich zu einem hoch geachteten experimentellen Archäologen.

## Leben und Werk
Seeberger war neben seinem Beruf als Ingenieur fasziniert von der Kulturgeschichte unserer steinzeitlichen Vorfahren. Er ergänzte dabei theoretische Erklärungsversuche der steinzeitlichen Kultur durch Methoden einer experimentellen Archäologie. Er hat die Herstellung und Nutzung vieler steinzeitlicher Geräte nachempfunden. Über den Weg von nachgebauten steinzeitlichen Geräten konnte Seeberger aufzeigen, was den steinzeitlichen Menschen möglich war und was ihnen wohl verwehrt blieb. Dieses wertvolle Wissen gab Seeberger in Museumskursen in Blaubeuren, Bad Buchau, Unteruhldingen und Stuttgart an interessierte Laien weiter. Er machte in solchen Kursen steinzeitliche Geräte im wortwörtlichen Sinn „begreifbar“. Dieses erarbeitete Wissen über die steinzeitliche Kultur dokumentierte er auch in Fachpublikationen.
In seinem aktiven Ingenieursleben wirkte Friedrich Seeberger als Entwickler und Leiter der Qualitätssicherung einer Materialprüfungsfirma. Seit 1976 beschäftigte er sich in seiner Freizeit mit technischen Fragen aus dem Bereich der paläolithischen Archäologie. Im Laufe der Zeit entwickelte er sich von einem wissenschaftlichen Laien zu einem Fachmann auf dem Gebiet der experimentellen Archäologie, dessen Rat hoch geschätzt war.
Am bekanntesten sind zweifelsohne Seebergers Arbeiten im Bereich der Musikarchäologie. Unter Anwendung paläolithischer Technologien schuf Seeberger Nachbauten paläolithischer Instrumente wie Trommeln, Schraper, Rasseln, Schwirrhölzer und Musikbögen. Er demonstrierte auch die Spielweise solcher Musikinstrumente. Besonders beschäftigte er sich mit Nachbauten der Vogelknochen- und Mammutelfenbeinflöten aus dem Aurignacien des Geißenklösterle, einer Halbhöhle auf der Schwäbischen Alb. Die dort gefundenen Flöten aus der Zeit von 40.000 bis 35.000 Jahren vor unserer Zeitrechnung werden als die ältesten archäologisch nachgewiesenen Musikinstrumente der Welt eingestuft. In zahlreichen Konzerten – unter anderem in Höhlen – demonstrierte Seeberger auf seinen Nachbauten die Spielbarkeit dieser Instrumente. Bleibendes Zeugnis dieses Wirkens ist eine gemeinsam mit dem Urgeschichtlichen Museum Blaubeuren eingespielte CD.
Darüber hinaus bearbeitete Seeberger Themen wie steinzeitliche Jagdtechniken und Jagdwaffen (Pfeil, Bogen, Speerschleuder) sowie Handwerksgeräte wie Steinbeile und Feuersteinmesser. Er forschte auch an der Herstellung von steinzeitlichen Objekten aus organischen Materialien wie Holz- und Birkenrindengefäße, Holzkämmen und Lederbehältnissen. Ein wichtiger Bereich in Seebergers experimentellen steinzeitlichen Technologien war das Thema Feuer. Er stellte die verschiedenen steinzeitlichen Möglichkeiten zur Entzündung eines Feuers experimentell einander gegenüber.
Seeberger beriet und unterstützte das Tübinger archäologische Forscherteam in seinen Vorbereitungen auf die Nachgrabungen von 2005 an der Vogelherdhöhle. Teile seiner archäologischen Funde hat er der Sammlung der Abteilung Ältere Urgeschichte und Quartärökologie der Universität Tübingen geschenkt.